# Doppleravbildning
Doppleravbildning är en metod för att studera inhomogena strukturer på ytan av stjärnor. Detta inkluderar skillnader i temperatur, kemisk struktur samt magnetfält. Metoden bygger på att dessa ytstrukturer resulterar i förändringar i stjärnans spektrallinjer. När stjärnan roterar kommer dessa förändringar att bli röd- eller blåförskjutna på grund av Dopplereffekten. Denna förskjutning beror av var på stjärnan strukturen befinner sig, vilket tillåter studier av dessa ytstrukturer. Eftersom enbart hälften av stjärnan är synlig under en observation krävs flera observationer för att få en komplett bild av strukturer på stjärnans yta.
Då doppleravbildning är beroende av stjärnans rotation har rotationshastigheten av stjärnan som studeras stor betydelse. Desto snabbare stjärnan roterar, desto mindre är de ytstrukturer som kan urskiljas med hjälp av metoden. Vid alltför höga rotationshastigheter blir dock spektrallinjer för utspridda och andra effekter gör det svårt att urskilja ytstrukturen som studeras. Optimala förhållanden för doppleravbildning ligger vid rotationshastigheter {\displaystyle 20\lesssim V\sin {i}\lesssim 200\mathrm {{\text{ km s}}^{-1}} } där {\displaystyle i} motsvarar inklinationen av stjärnans rotation i förhållande till observatören. Dessa kan jämföras med Solen som har en rotationshastighet på cirka {\displaystyle 2{\text{ km s}}^{-1}}.
En annan begränsning med doppleravbildning är att metoden har svårigheter med att urskilja om den observerade signalen härstammar från norra eller södra halvklotet av stjärnan. Detta är framför allt ett problem om inklinationen är nära {\displaystyle 90^{\circ }} vilket innebär att stjärnan observeras från dess ekvatorsplan. Resultatet är att avbildningen av norra- och södra halvklotet är spegelvända med avseende på stjärnans ekvator.